# Gamma Centauri
Gamma Centauri (γ Cen / HD 110304 / HR 4819) es la cuarta estrella más brillante en la constelación de Centauro con magnitud aparente +2,20. Ocasionalmente recibe el nombre de Muhlifain, muy similar al de la estrella γ Canis Majoris (Muliphein).
Junto a τ Centauri, era conocida en China como Koo Low, «la torre del arsenal».
Es una estrella binaria que se encuentra a 130 años luz del sistema solar.
El sistema lo componen dos estrellas idénticas de tipo espectral A1, con una separación actual inferior a 1 segundo de arco.
Con una temperatura efectiva de 9300 K, han sido clasificadas como subgigantes o gigantes. De igual magnitud visual (+2,9), cada una de ellas es 95 veces más luminosa que el Sol.
Luminosidad y temperatura corresponden a estrellas de 2,8 masas solares.
Muestran un bajo contenido metálico, siendo su abundancia relativa de hierro la mitad que en el Sol.
Para su resolución se necesita un telescopio de al menos 15 cm de apertura. La separación visual de las componentes se refleja en la tabla siguiente:
| Año  | Separación angular | Ángulo de posición |
| ---- | ------------------ | ------------------ |
| 1990 | 1,4″               | 353°               |
| 2000 | 1,0″               | 347°               |
| 2005 | 0,7″               | 341°               |
| 2010 | 0,4″               | 324°               |

El período orbital del sistema es de 84,5 años, y la distancia entre las dos estrellas varía entre 8 y 67 UA a lo largo de una órbita notablemente excéntrica (ε = 0,79).
Los parámetros orbitales se ajustan a estrellas de 3,7 masas solares —valor mayor que el calculado a partir de temperatura y luminosidad—, sugiriendo que una o las dos estrellas pueden tener compañeras de baja masa, aunque no existe evidencia espectroscópica al respecto.
La edad del sistema es de aproximadamente 400 millones de años.
Gamma Centauri forma parte del Grupo de las Híades, siendo probablemente el miembro de tipo espectral más temprano —más caliente— del grupo. 